# Julia Vothová
Julia Vothová (* 16. května 1985 Regina, Saskatchewan) je kanadská herečka a modelka.
Jako modelka vystupovala v reklamách pro společnosti Calvin Klein a Shiseido. Byla předlohou pro postavu Jill Valentinové pro počítačovou hru Resident Evil. Hrála striptérku Trixie v akčním filmu Bitch Slap. Objevila se také v televizních seriálech Castle na zabití, Lovci duchů a Huge. Kromě toho získala hlavní roli v sitcomu Package Deal. Je držitelkou kanadského a amerického občanství.
Jejím manželem je producent David Zonshine.

## Filmografie
- 2019 Redundancy
- 2017 The Moleskin Diary
- 2016 Seattle Road
- 2015 Painkillers
- 2013 Amelia's 25th
- 2012 Holiday High School Reunion (TV film)
- 2012 Project: S.E.R.A.
- 2011 Alone
- 2011 Lilith
- 2009 The Anniversary
- 2009 Bitch Slap
- 2009 Znovu se zamilovat